# Виктор Чернов
Вѝктор Миха̀йлович Черно̀в (на руски: Виктор Михайлович Чернов) е руски политик и революционер от Партията на социалистите-революционери.
Роден е на 7 декември (25 ноември стар стил) 1873 година в Хвалинск, Саратовска губерния, в семейството на чиновник, майка му е татарка. От ранна възраст се включва в народническото движение, за което е изключван от училища и арестуван. Завършва право в Московския университет. През 1902 година е сред основателите на Партията на социалистите-революционери, след което участва активно в Руската революция от 1905 година, поради което от 1908 година живее в емиграция в Англия. Връща се в Русия след началото на Революцията от 1917 година, за няколко седмици е министър на земеделието във Временното правителство, а в началото на 1918 година става председател на новоизбраното Учредително събрание, което скоро е ликвидирано от болшевиките. През 1920 година напуска отново страната и през следващите години живее в Германия, Франция и Съединените щати.
Виктор Чернов умира на 15 април 1952 година в Ню Йорк.